# 042 sequentia
042 sequentia (042 sequentia mixtape) – mixtape polskiego rapera i producenta muzycznego O.S.T.R.-a. Płyta oficjalnie ukazała się 12 grudnia 2023 roku nakładem Tabasko Nagrania i Asfalt Records.
Materiał na płycie został wyprodukowany przez O.S.T.R.-a. Za miksowanie i mastering odpowiedzialny był DJ Haem. Gościnnie pojawili się KPSN w utworze „Gangboy” i Hades w utworze „6 zmysł”. Premierę poprzedziło pięć singli: „Stereo”, „Reset”, „Gangboy”, „Aż po grób” i „Finał”. Przed oficjalną premierą mixtape był sprzedawany na koncertach, odbywających się w ramach trasy Diaporama Tour.
Mixtape zadebiutował na drugim miejscu listy OLiS.

## Lista utworów
| Nr  | Tytuł utworu                | Długość |
| --- | --------------------------- | ------- |
| 1.  | „In”                        | 1:06    |
| 2.  | „Aż po grób”                | 2:58    |
| 3.  | „90’”                       | 3:14    |
| 4.  | „042 starter”               | 2:55    |
| 5.  | „Pegaz”                     | 1:44    |
| 6.  | „Gangboy” (gościnnie KPSN)  | 3:00    |
| 7.  | „Stereo”                    | 3:08    |
| 8.  | „Kacprowy stołek”           | 0:29    |
| 9.  | „Reset”                     | 2:48    |
| 10. | „6 zmysł” (gościnnie Hades) | 3:22    |
| 11. | „Kopi luwak”                | 2:58    |
| 12. | „Klepsydra”                 | 3:23    |
| 13. | „Finał”                     | 3:21    |
| 14. | „Out”                       | 1:49    |
| 15. | „Kapibara”                  | 3:07    |
|     |                             | 39:22   |

Źródło:

## Single
1. „Stereo” – 11 października 2023[2]
2. „Reset” – 25 października 2023[7]
3. „Gangboy” (gościnnie KPSN) – 8 listopada 2023[8]
4. „Aż po grób” – 22 listopada 2023[9]
5. „Finał” – 6 grudnia 2023[10]